# Ferrari 512
Ferrari 512 är en sportvagn, tillverkad av den italienska biltillverkaren Ferrari mellan 1970 och 1971.

## Bakgrund
1968 ändrade FIA reglementet för sportvagnsprototyperna och begränsade motorstorleken till tre liter, samtidigt som man införde en ny GT-klass med femlitersmotorer för bilar byggda i 50 exemplar. Ferraris fyralitersbil hamnade mitt emellan och stallet valde att dra sig ur sportvagnsserien under säsongen för att ta fram en ny, konkurrenskraftig trelitersbil. 312P-modellen visade sig dock inte kunna konkurrera med Ford GT40 och Porsche 917 och när FIA under 1969 sänkte kravet på antalet byggda GT-bilar till 25 exemplar valde Ferrari att bygga en egen femlitersbil.

## Utveckling

### 512 S
Enzo Ferrari hade sålt huvuddelen av sitt företag till Fiat i början av 1969. En del av pengarna kom till användning för att bygga de 25 bilar som reglementet krävde. Motorn till 512 S hämtades från Ferraris CanAm-bil, medan chassit kom från den mindre 312P. Vissa modifieringar krävdes för att få plats med den stora motorn och eftersom bilarna körde i GT-klassen måste de formellt kunna användas på väg och var därför försedda med både reservhjul och ett litet bagageutrymme. De bilar som inte Ferraristallet själva använde, såldes till intresserade privatteam som den amerikanske Ferrari-importören Luigi Chinettis NART-stall.

### 512 M
Till 1971 utvecklades bilen till 512 M. Bilen fick en ny, lättare kaross och starkare motor. Ferraristallet körde det här året med den nya trelitersbilen 312PB, så alla 512 M användes av privatstall.
Detta blev den sista versionen av 512:an, eftersom femlitersbilarna förbjöds efter 1971.

## Tekniska data
| Tekniska data               | 512 S                                                                 | 512 M                                                                 |
| --------------------------- | --------------------------------------------------------------------- | --------------------------------------------------------------------- |
| Motor:                      | Mittmonterad 12-cylindrig V-motor                                     | Mittmonterad 12-cylindrig V-motor                                     |
| Cylindervolym:              | 4993 cm³                                                              | 4993 cm³                                                              |
| Borrning x slaglängd:       | 87,0 x 70,0 mm                                                        | 87,0 x 70,0 mm                                                        |
| Kompression:                | 11,5:1                                                                | 11,8:1                                                                |
| Max effekt vid varvtal:     | 550 hk vid 8 000 v/min                                                | 610 hk vid 9 000 v/min                                                |
| Max vridmoment vid varvtal: |                                                                       | 544 Nm vid 5 500 v/min                                                |
| Ventilstyrning:             | Dubbla överliggande kamaxlar per cylinderrad, 4 ventiler per cylinder | Dubbla överliggande kamaxlar per cylinderrad, 4 ventiler per cylinder |
| Bränslesystem:              | Lucas bränsleinsprutning                                              | Lucas bränsleinsprutning                                              |
| Växellåda:                  | 5-växlad manuell                                                      | 5-växlad manuell                                                      |
| Hjulupphängning fram & bak: | Dubbla tvärlänkar, skruvfjädrar                                       | Dubbla tvärlänkar, skruvfjädrar                                       |
| Bromsar:                    | Hydrauliska skivbromsar                                               | Hydrauliska skivbromsar                                               |
| Chassi & kaross:            | Monocoque med hjälpram, plastkaross                                   | Monocoque med hjälpram, plastkaross                                   |
| Hjulbas:                    | 240 cm                                                                | 240 cm                                                                |
| Torrvikt:                   | 840 kg                                                                | 815 kg                                                                |

## Tävlingsresultat

### Sportvagns-VM 1970
I sportvagns-VM 1970 tog Ferrari bara en seger med 512:an, på Sebring 12-timmars med Ignazio Giunti, Nino Vaccarella och Mario Andretti.
I världsmästerskapet slutade stallet tvåa efter Porsche.

### Sportvagns-VM 1971
Säsongen 1971 körde Scuderia Ferrari med den mindre 312 PB och överlät 512:an till privatstallen. NART lyckades bäst, med en andraplats på Daytona 24-timmars med Ronnie Bucknum och Tony Adamowicz som bästa resultat.
Säsongen 1971 slutade Ferrari trea i mästerskapet.